# Iso natalensis
Iso natalensis är en fiskart som beskrevs av Regan, 1919. Iso natalensis ingår i släktet Iso och familjen Notocheiridae. Inga underarter finns listade i Catalogue of Life.